# キュレネ
キュレネ (Cyrene) は、現リビア領内にあった古代ギリシャ都市で、この地方にあった5つのギリシャ都市の中で最大・最重要を誇った。現在のリビア東部のことを「キレナイカ」(Cyrenaica) と呼ぶのは、キュレネにちなむものである。現存する遺跡の多くは、ローマの植民都市となった際に再建されたものであり、ローマ都市として再建されたギリシャ都市の優れた遺跡として、ユネスコの世界遺産に登録されている。
現存する遺跡は、アフダル山地から流れ出る緑豊かな谷川に囲まれた高台に位置する。また、街の名前は、アポロンに捧げられた泉キュレネから付けられた。ギリシア神話におけるキュレネはラピテス族の王の娘であり、一目惚れしたアポロンによって北アフリカに連れ去られたとされる。

## 歴史
都市キュレネは、紀元前630年頃に、ティラ島のギリシャ人たちの植民都市として、地中海に面した北アフリカの港、アポッロニアから南へ16kmほどのところに建造された。苦境にあえいでいたティラ島の住民たちは、デルポイの神託に従ってこの地に移り住むことを決意したのだという。その都市建設の様子はヘロドトスの『歴史』第4巻に詳述されている。
キュレネはすぐにエジプトとカルタゴの間に位置するリビア地方の中心的都市となり、全ギリシャ都市との交易関係を維持しつつ、紀元前5世紀には自分たちの王の下で最盛期を迎えた。 
紀元前515年、キュレネはアケメネス朝の属国となり、リビアのサトラピー(属州)に組み込まれた。
紀元前460年には共和制に移行し、アレクサンドロス3世（大王）の死後（紀元前323年）、プトレマイオス朝の支配下に入り、次第に没落した。後にはローマ帝国に組み込まれた。
ヘレニズム時代、キュレネは地中海世界における学術の中心の一つであり、「アフリカのアテネ」という異名を持つほどであった。キュレネはエラトステネスの生誕地であり、ほかにもソクラテスの弟子アリスティッポスとその娘アレテといったキュレネ派の哲学者たちや、カリマコス、カルネアデス、キュレネのプトレマイスといった一連の哲学者を多く輩出した。
スッラの時代、つまり紀元前85年頃には、都市の住民は4つの階層から成り立っていた。市民、農民、外国人、ユダヤ人である。このうちユダヤ人は不安定なマイノリティを形成していた。キュレネの支配者アピオンは町をローマに譲ったが、自治は維持した。
紀元前74年にはローマの属州が創設された。プトレマイオス朝の下ではユダヤ人住民は平等の権利を享受していたが、それ以降は次第に自治を行っていた多数派のギリシャ系住民に圧迫されるようになった。両者の緊張関係は、ウェスパシアヌス帝の時代（西暦73年）やトラヤヌス帝の時代（117年）におけるユダヤ人住民の蜂起として噴出した。後者の暴動はマルキウス・トゥルボによって鎮圧され、多くのユダヤ人住民が殺された（カッシウス・ディオ『ローマ史』lxviii. 32）。エウセビオスに拠れば、暴動の勃発がリビアの人口の減少につながり、新しい植民都市の建設に結びついたという。暴動で破壊された町は、ハドリアヌス帝の時代に、ローマ建築に置き換えられる形で再建された。

### 衰退

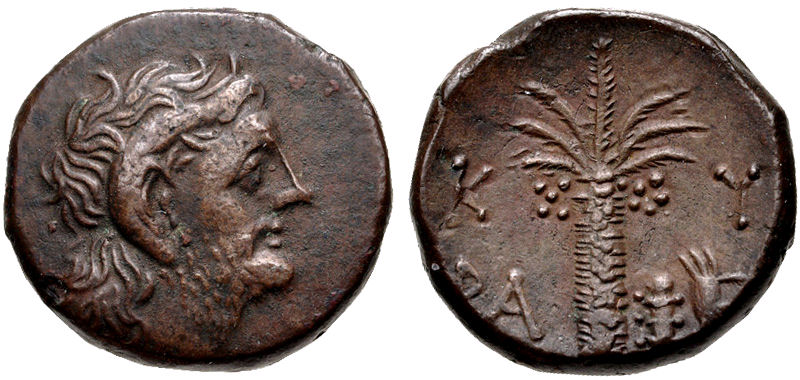
紀元前3世紀にキュレネを統治したマガスとシルフィウムが刻まれた硬貨

キュレネの衰退の原因の一つを主要交易品の枯渇に求める説がある。キュレネではシルフィウムという薬草が採れ、街の建設以来、主要な輸出品であり続けた。シルフィウムは堕胎薬である。キュレネで鋳造された硬貨のほとんどに、図案化されたシルフィウムが描かれている。金と同じ目方で取引されたというキュレネのシルフィウムのことは、ヘロドトスの『歴史』第4巻やプリニウスの『博物誌』に記述され、カトゥッルスの恋愛詩にも歌いこまれているが、紀元1世紀から3世紀ごろの間に採れなくなってしまったものと見られる。その原因は諸説あるが、当時ブリテン島と同じくらい湿潤であったキレナイカが乾燥化したことを示す考古学的証拠が見つかったことから、気候変動によりシルフィウムがキュレネに自生できなくなったとする説がある。
シルフィウムが採れなくなってしまうと、キュレネは交易量が減少した。キュレネは、カルタゴからアレクサンドリアまで続く、北アフリカの競争的な通商連合の一員であり、アポッロニアの港を有していた。そのため、シルフィウムが採れなくなっても、キュレネは中心都市としての地位を保っていたが、西暦262年にデメテルとペルセポネの聖域が崩れるほどの大地震に街が襲われると、もはやその地位も失われた。西暦365年にも大地震で壊滅的被害を受けた。
4世紀にキュレネを訪れたマルケリヌス・アンミアヌスは、この街の見棄てられた様子を描写している。その100年後、キレナイカに5つあった植民都市の一つであるプトレマイス出身のキリスト教徒、シュネシオスは、キュレネのことを遊牧民が我が物顔で行き交う広大な廃墟であると書いている。キュレネは7世紀にアラブの征服を受けた。ヨーロッパ人による再発見は18世紀のことである。21世紀現在、世界遺産の遺跡のあるエリアから北側の、地中海に面したところには、シャッハート村という集落がある。

## 遺跡
比較的特徴的な建造物としては、元々は紀元前7世紀に建造されたというアポロン神殿がある。他の古代遺跡にはデメテルの神殿やゼウスの神殿がある。なお、ゼウスの神殿は未発掘部分がある一方、1978年夏にムアンマル・アル＝カッザーフィーによって故意に損なわれている。また、キュレネとかつてのアポロニア港の間には、およそ10kmに及ぶ巨大なネクロポリス（共同墓地）があった。

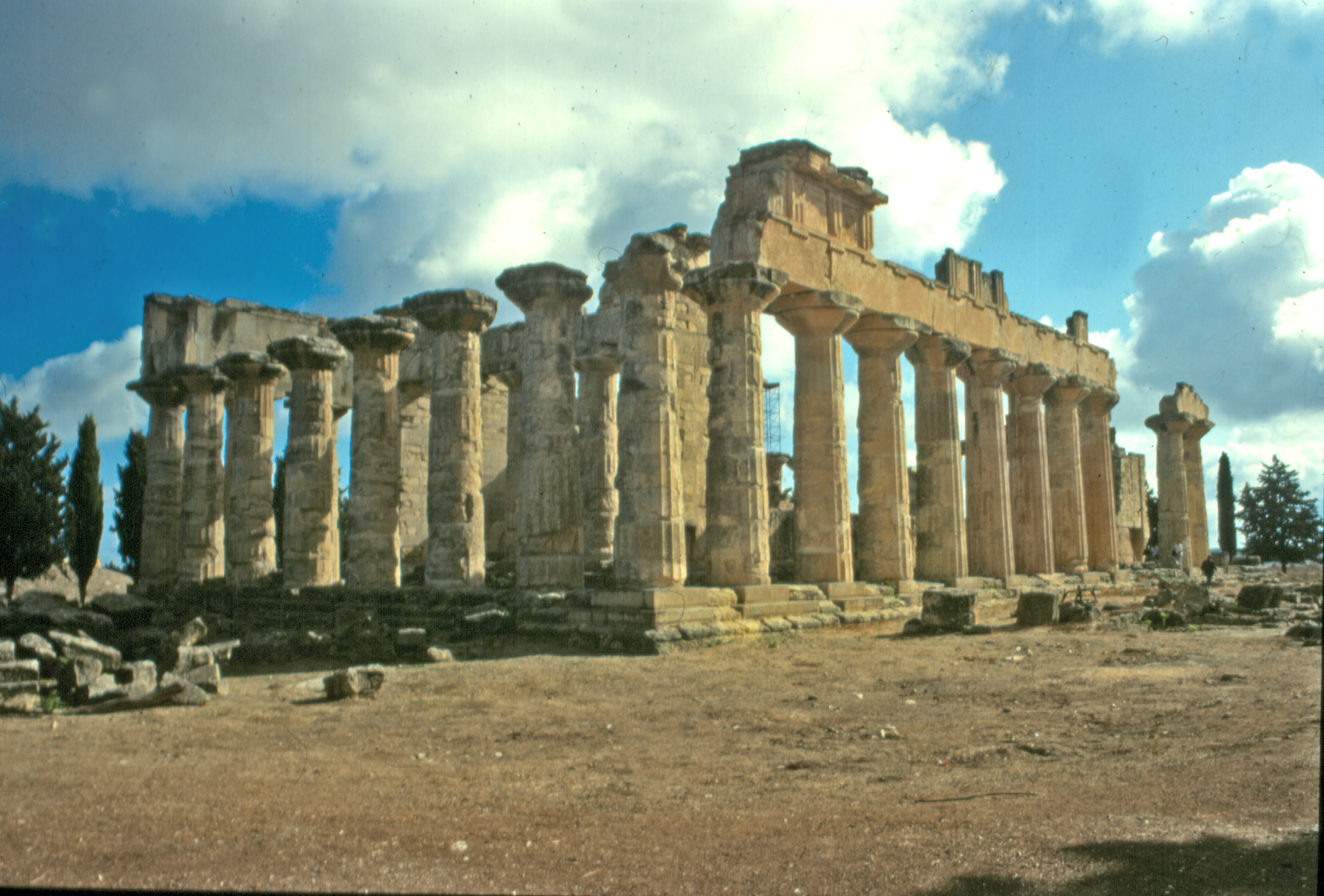
ゼウス神殿
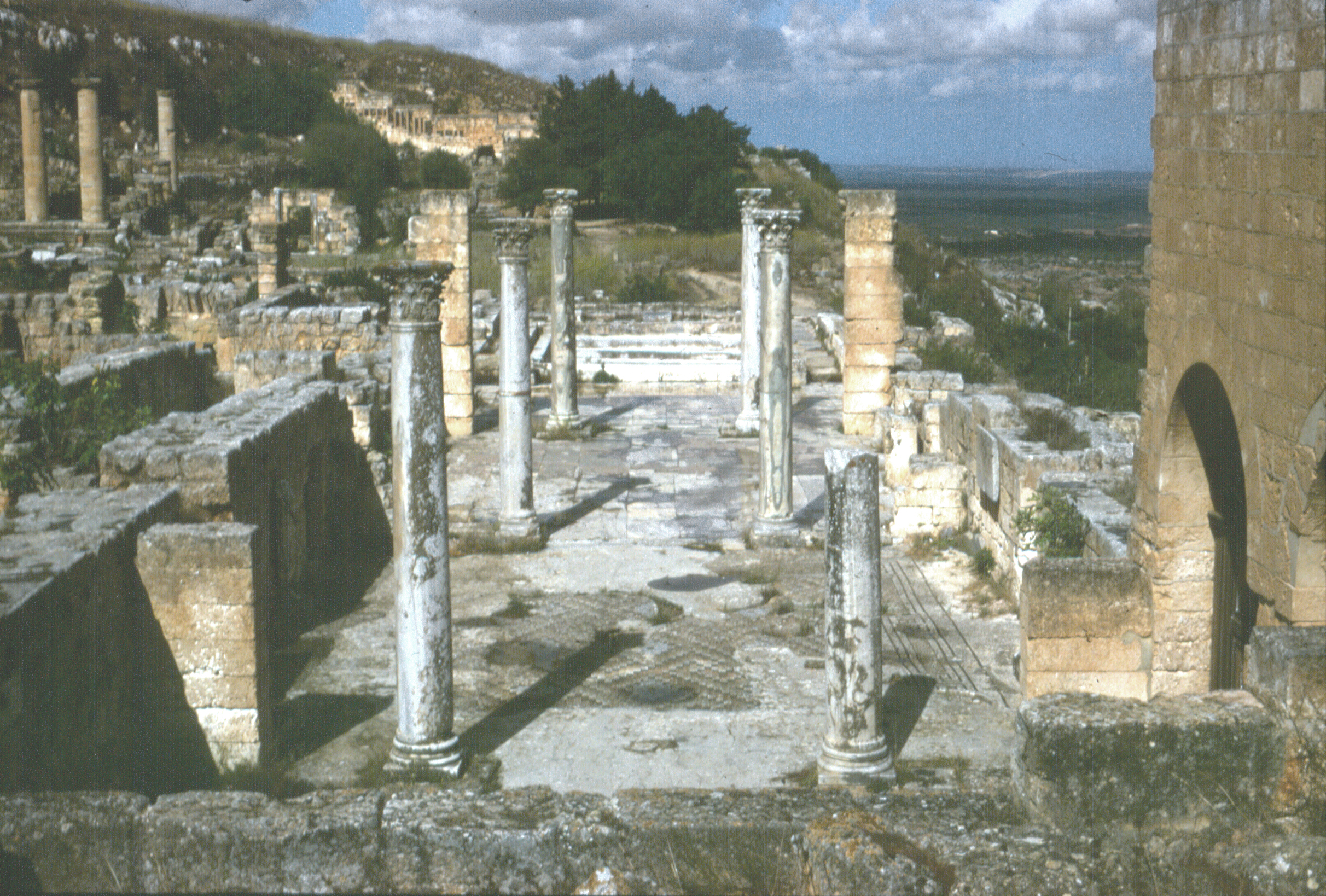
アポロン神殿
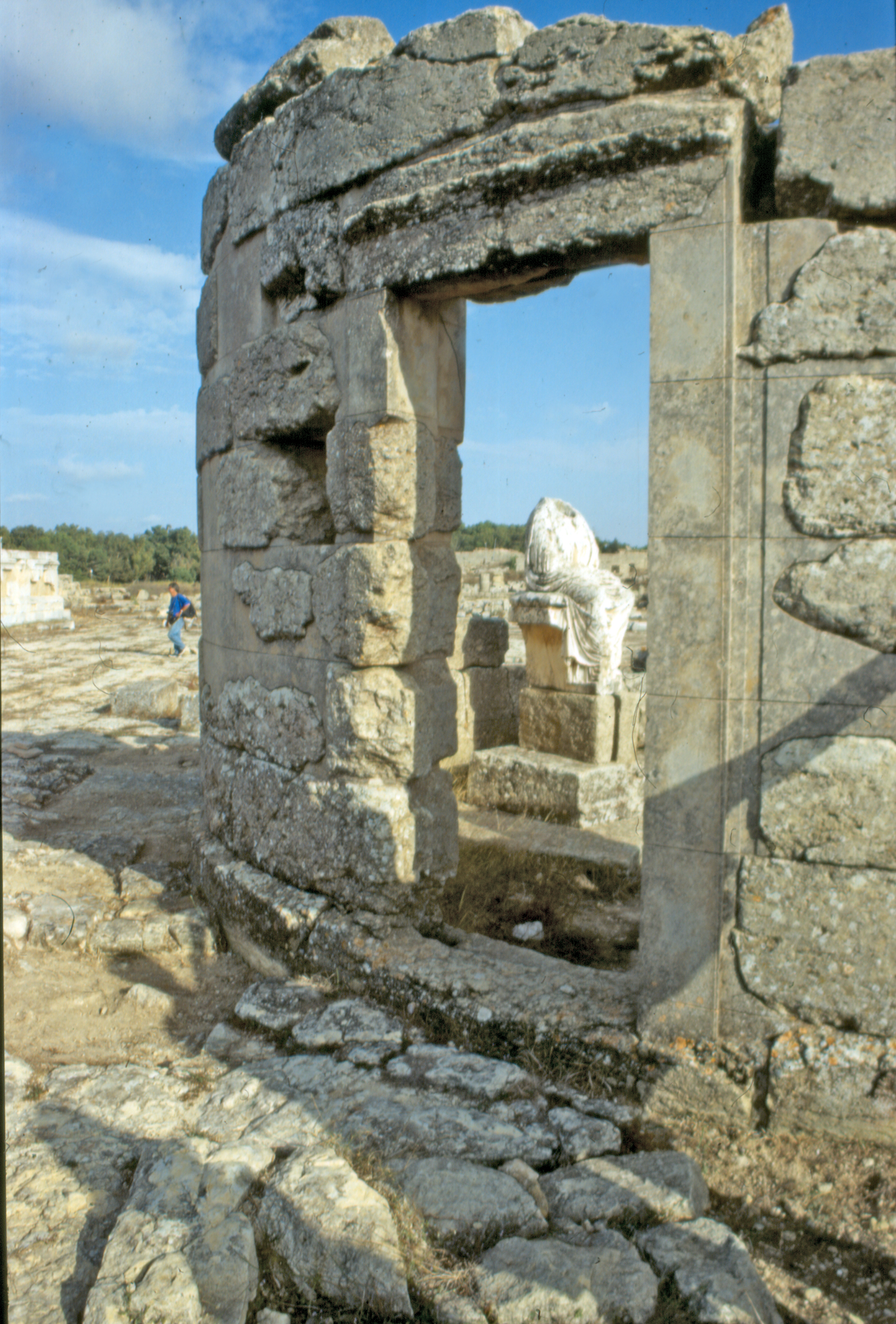
デメテル神殿
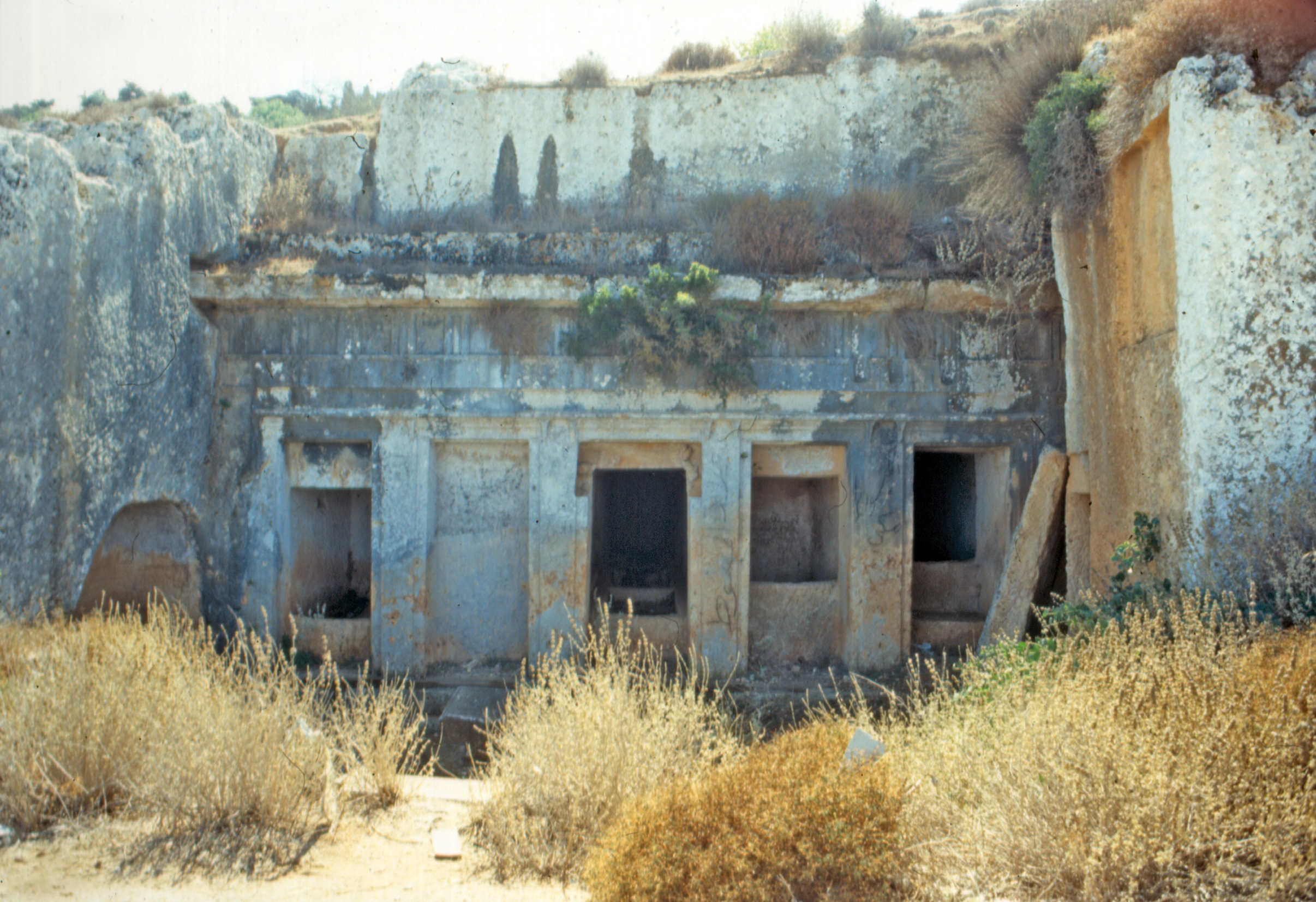
ネクロポリス

後述のようにキュレネ遺跡は1982年に世界遺産登録されたが、考古学的調査が継続的に行われており、時々新しい研究発表が行われている。例えば、2005年には、キュレネで25年近くにわたって考古学的発掘を続けていたウルビーノ大学の調査チームが西暦2世紀のものと思われる76体の無傷の彫像を発見した。この彫像が無傷のまま残っていたのは、発掘に携わった考古学者の一人、マリオ・ルーニによると、375年の地震で神殿が崩壊した際に崩れた壁と壁の空隙にうまく納まる形で地中に埋もれてしまったからだという。

## 世界遺産

### 登録基準
この世界遺産は世界遺産登録基準のうち、以下の条件を満たし、登録された（以下の基準は世界遺産センター公表の登録基準からの翻訳、引用である）。
- (2) ある期間を通じてまたはある文化圏において、建築、技術、記念碑的芸術、都市計画、景観デザインの発展に関し、人類の価値の重要な交流を示すもの。
- (3) 現存するまたは消滅した文化的伝統または文明の、唯一のまたは少なくとも稀な証拠。
- (6) 顕著で普遍的な意義を有する出来事、現存する伝統、思想、信仰または芸術的、文学的作品と直接にまたは明白に関連するもの（この基準は他の基準と組み合わせて用いるのが望ましいと世界遺産委員会は考えている）。

### 危機遺産
2016年の第40回世界遺産委員会では、リビア国内の衝突による損壊および今後引き起こされるさらなる損壊への懸念から、本物件を含め、その時点で登録されているリビアの世界遺産5件全てが危機にさらされている世界遺産（危機遺産）リストに登録された。

## 聖書におけるキュレネ
キュレネはマカバイ記2（第2マカベア書）において言及されている。マカバイ記2は、その著者によって、紀元前100年頃に生きていたキュレネのイアソンなる人物の5巻本の歴史書を抄録したものであることが示されている（なお、カトリック教会と東方教会はマカバイ記2を正典と見ているが、プロテスタントではそう見られていない）。
キュレネは新約聖書でも言及されている。「マルコによる福音書」第15章21節などでは、キュレネのシモンがイエスの十字架を背負わされているし、「使徒行伝」でも第2章10節、第6章9節、第11章20節、第13章1節などで言及されている。